# Ottmar Elliger den yngre
Ottmar Elliger den yngre, född 1660, död 1735, var en tysk konstnär.
Elliger var son till Ottmar Elliger, och fick efter faderns död sin utbildning i Nederländerna, där han följde en helt annan riktning än denne. Han utförde under ledning av Gerard de Lairesse stora dekorativa kompositioner. Mytologiska ämnen med arkitekturbakgrund blev typiska för honom. Han var flera år verksam i Mainz och kom slutligen till Sankt Petersburg, där han huvudsakligen verkade som kopparstickare.